# Hrabstwo Osceola (Iowa)

Piramida wieku hrabstwa

Hrabstwo Osceola – hrabstwo położone w USA w stanie Iowa z siedzibą w mieście Sibley.

## Miasta i miejscowości
| - Ashton - Harris - Melvin | - Ocheyedan - Sibley |

## Drogi główne
- U.S. Highway 59
- Iowa Highway 9
- Iowa Highway 60

## Sąsiednie hrabstwa
- Hrabstwo Nobles
- Hrabstwo Jackson
- Hrabstwo Dickinson
- Hrabstwo O’Brien
- Hrabstwo Lyon